# Харди, Уильям
Уильям Джозеф Харди (англ. William Joseph Hardee, 12 октября 1815 — 6 ноября 1873) - американский военачальник, участник Второй семинольской войны и Мексиканской войны. Служил генералом армии Конфедерации во время гражданской войны в США. Его довоенные труды по тактике пользовались широкой популярностью у участников гражданской войны.

## Ранние годы
Харди родился в семье Сары Эллис и майора Джона Харди на плантации «Rural Felicity» в округе Камден, Джорджия. В 1838 году он окончил Академию Вест-Пойнт 26-м из 45-ти кадетов и был определен вторым лейтенантом во 2-й драгунский полк. Во время Семинольских войн (1835—1842) он тяжело заболел и во время госпитализации встретил Элизабет Дамметт, которая стала его первой женой. После выздоровления в 1840 году армейское командование послало его во Францию для изучения тактики. В 1839 он был повышен до первого лейтенанта, а в 1844 — до капитана 2-го драгунского полка.
После аннексии Техаса Харди с 1845 по 1846 годы служил в Оккупационной армии под командованием Захарии Тейлора. 25 апреля 1846 года он попал в плен в Техасе во время перестрелки, известной как Дело Торнтона. 11 мая он был отпущен по обмену. Оказавшись под командованием Уинфилда Скотта в 1847, Харди участвовал в походе на Мехико и был ранен при Ла-Розите. В ту кампанию от получил два временных повышения: до майора за перестрелку при Меделине (около Веракруса 25 марта) и до подполковника за перестрелку при Ст.-Августине 19 августа. Он так же участвовал в сражении при Молино-дель-Рей и в штурме Мехико.
После смерти жены в 1853 году, Харди вернулся в Вест-Пойнт и начал преподавать тактику. С 1856 по 1860 год он служил при Академии коммандантом кадетов. В 1856 он служил майором во 2-м кавалерийском полку, а в 1860 — подполковником в 1-м кавалерийском. В 1855 году он, по воле военного секретаря Джефферсона Дэвиса, издал книгу «Rifle and Light Infantry Tactics for the Exercise and Manoeuvres of Troops When Acting as Light Infantry or Riflemen», широко известную впоследствии как «Тактика Харди». Эта книга стала самым популярным пособием во время гражданской войны. Считается, что именно он разработал фасон шляпы, известной как «Шляпа Харди» (Hardee hat).

## Гражданская война
Харди уволился из армии США 31 января 1861 года после сецессии своего родного штата Джорджия. 7 марта он вступил в армию Конфедерации в качестве полковника и был направлен командовать фортами Морган и Гейнс в Алабаме. 17 июня его повысили до бригадного генерала, а 7 октября - до генерал-майора. Таким образом к 10 октября 1862 года он стал одним из первых генерал-лейтенантов армии Конфедерации. Его первым поручением в звании генерала было организовать бригаду из арканзасских полков, и он произвел хорошее впечатление на солдат и офицеров, сумев решить непростые проблемы по снабжению, а также эффективными тренировками своих солдат. Харди действовал в Арканзасе, пока не был присоединен к Миссисипской армии генерала Сидни Джонстона, где ему было поручено командовать корпусом в сражении при Шайло. В этом бою он был ранен в руку. В сражении погиб генерал Джонстон, поэтому корпус Харди влился в Теннессийскую армию Брэкстона Брэгга.
В сражении при Перревилле в октябре 1862 года Харди командовал левым крылом армии Брэгга. Позже он участвовал в сражении при Стоун-Ривер, которое считается самым удачным его сражением: его Второй Корпус осуществил неожиданную атаку армии Роузкранса и практически разбил её. Однако, после кампании Туллахома у Харди испортились отношения с Брэггом и он был переведен командовать департаментом Миссисипи и Восточной Луизианы под началом генерала Джозефа Джонстона. В эти дни он встретил Марию Фореман Льюис из семьи алабамских плантаторов, и женился на ней в январе 1864 года.
Харди вернулся в армию Брэгга после Чикамоги, и принял командование корпусом вместо отстраненного от командования Леонидаса Полка. В сражении при Чаттануге в ноябре 1863 года корпус Харди удерживал считавшийся неприступным Миссионерский хребет, однако был атакован отрядами генерала Джорджа Томаса и был вынужден отступить.
Харди присоединился к группе офицеров, которые настаивали на смещении Брэгга, и в итоге президент Дэвис сместил Брэгга, назначив на его место Джозефа Джонстона, который и возглавил армию во время Атлантской кампании в 1864 году. Под его командованием Харди участвовал в сражении за гору Кеннесо, где удачно отразил крупную атаку федеральной армии. Осторожная тактика Джонстона вызвала, однако, недовольство в правительстве, и Джонстона заменили на более агрессивного Джона Худа. Харди сразу невзлюбил Худа за неосторожные атаки, приводящие к тяжелым потерям, и после сражения при Джонсборо попросил перевести его из армии Худа. Его направили в департамент Южной Каролины, Джорджии и Флориды. там он, как мог, противодействовал наступлению Шермана, и 20 декабря 1864 года провел эвакуацию Саванны. Когда Шерман повернул на север, Харди участвовал в сражении при Бентонвилле, где во время кавалерийской атаки был смертельно ранен его единственный сын, 16-летний Вилли. 26 апреля Харди вместе с Джонстоном сдался генералу Шерману у Дарем-Стейшен.

## Послевоенная деятельность
После войны Харди поселился на плантации своей жены в Алабаме. Позже они переселились в город Сельма в Алабаме, где Харди занялся складской работой и страховой деятельностью. Позже он стал президентом железной дороги Сельма-Мэриленд. Так же он стал соавтором книги "Ирландцы в Америке", изданной в 1868 году. Летом 1873 года он заболел в Уайт-Салфер-Спрингс (Западная Вирджиния) и умер в Уитвилле. Его похоронили на кладбище Лив-Оак в Сельме.